# Frits Hopman
Frederik Jan "Frits" Hopman (Amsterdam, 14 juli 1877 – Leiden, 4 maart 1932) was een Nederlands schrijver, onderwijzer, journalist en literatuurcriticus.

## Leven
Hopman werd geboren in een middenstandsgezin. Hij ging naar de HBS, maar maakte deze niet af. Hij ging uiteindelijk werken als journalist, in 1902 korte tijd voor de Arnhemse Courant. Na het behalen van een lerarenakte werd hij leraar Engels, vanaf 1918 te Leiden. Naast het leraarschap bleef hij altijd schrijven. Hopman was tweemaal getrouwd. Met zijn tweede vrouw woonde hij van 1912 tot 1914 in Engeland, waar ze aansluiting zochten bij de Christian Science.

## Werk
Hopman publiceerde journalistieke stukken en kritieken in gerenommeerde tijdschriften als De Gids, Den Gulden Winckel, Groot Nederland, De Kroniek en Elsevier's Geïllustreerd Maandschrift. Tussendoor schreef hij korte verhalen, onder andere gebundeld in In het voorbijgaan (1913) en Nachtwaken (1920). Daarnaast schreef hij ook enkele romans, waarvan zijn autobiografische De proeftuin het meest bekend is. Hopmans literair proza werd beïnvloed door Multatuli en Van Eeden. Hij was een zwaarmoedig man en dat klinkt door in zijn werk, dat zich verder kenmerkt door een vaak wrange humor.
Hopmans werk raakte na de Tweede Wereldoorlog schier in de vergetelheid. In 1983 wijdde Boudewijn Büch nog een artikel aan hem, getiteld 'Excentriek. Het mislukte leven van Frits Hopman' (NRC Handelsblad, 16 juni 1983). Joost Zwagerman nam in 2005 Hopmans verhaal De bode op in de verzamelbundel De Nederlandse en Vlaamse literatuur vanaf 1880 in 250 verhalen.
Hopman vertaalde werk van Johan Huizinga naar het Engels.
Het Literatuurmuseum in Den Haag en de Leidse universiteitsbibliotheek bewaren tientallen brieven van Frits Hopman.